# Opstand van het Kaas-en-Broodvolk

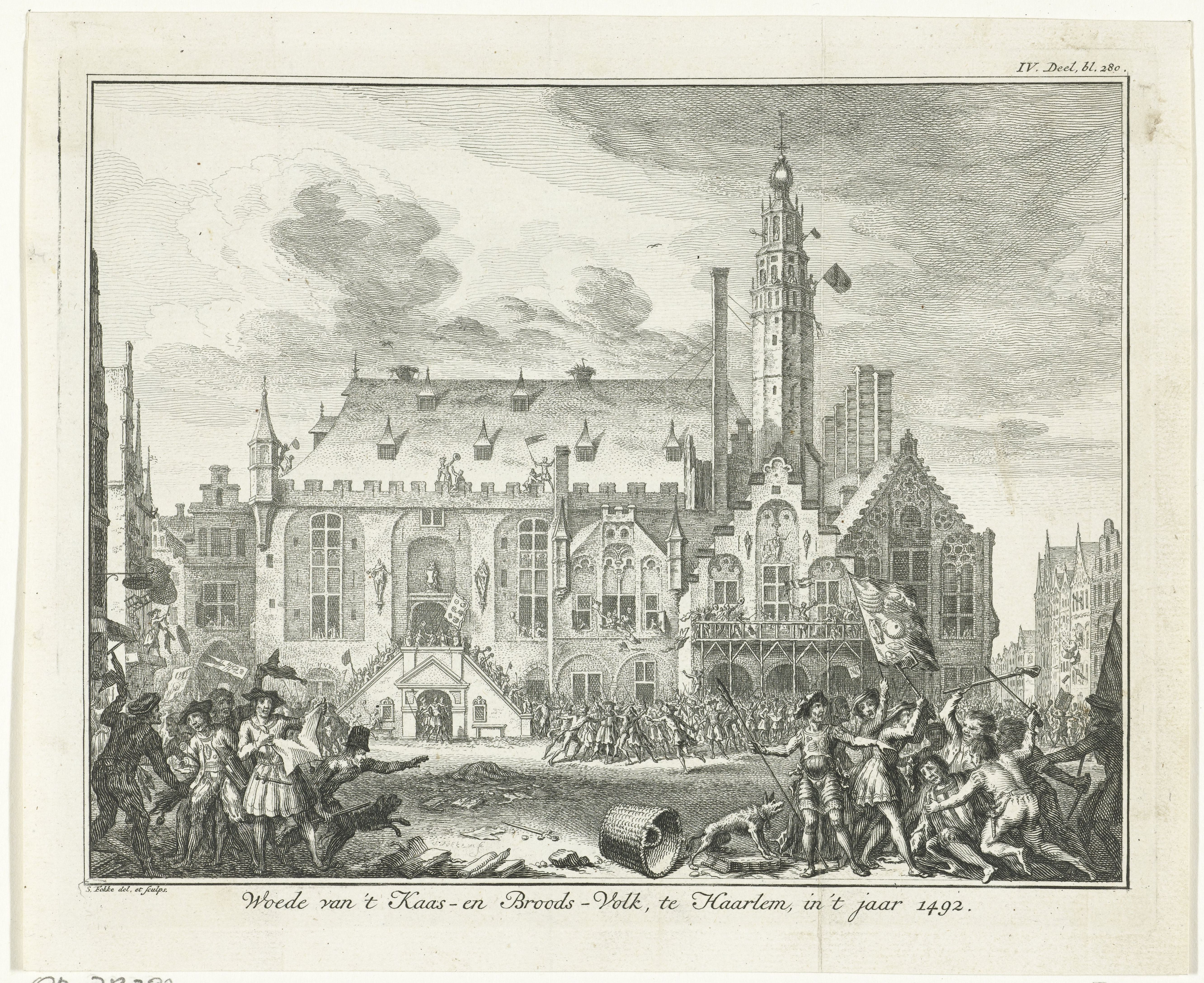
Opstand van het Kaas-en-Broodvolk in Haarlem in 1492

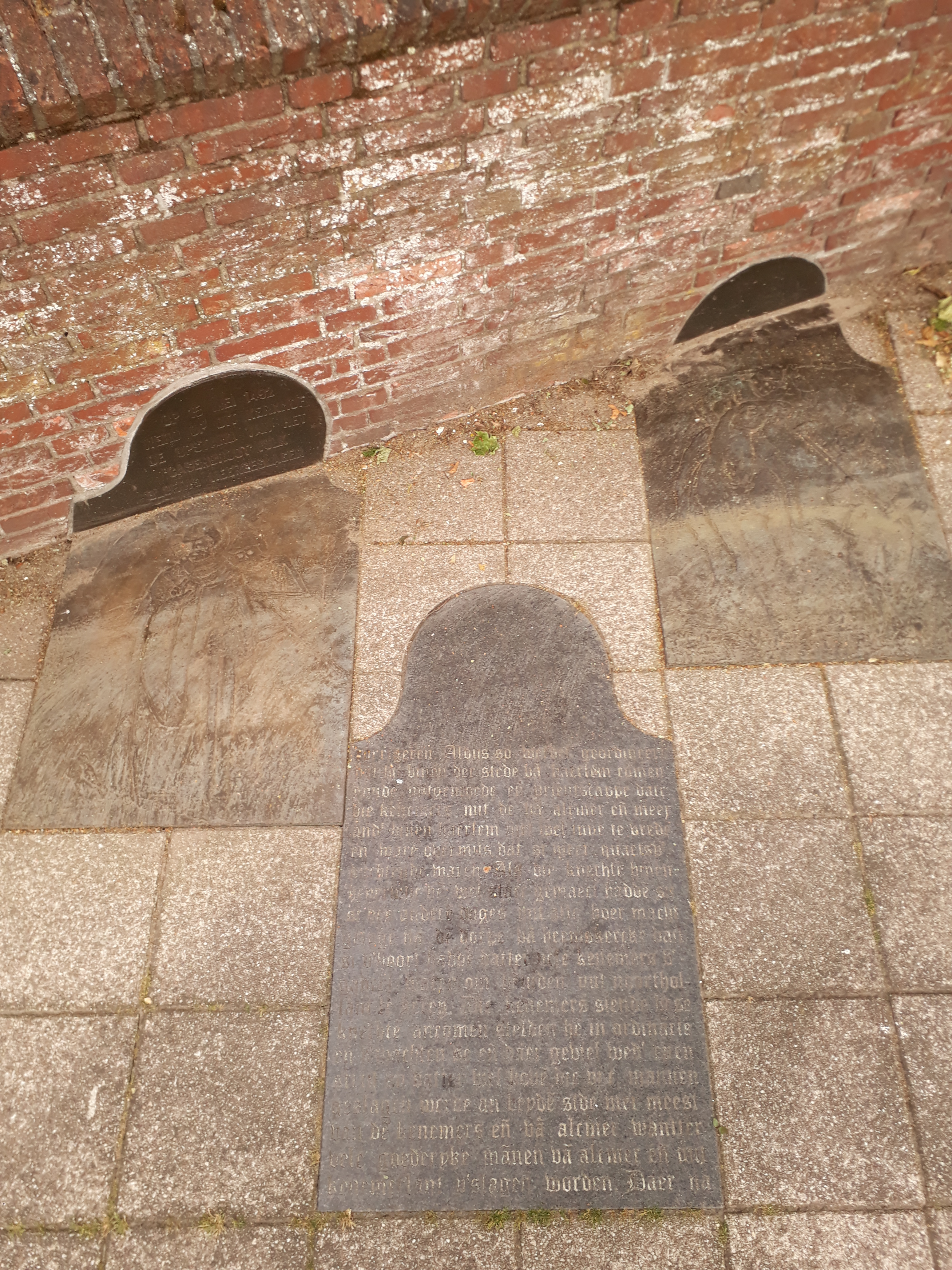
Monument ter herinnering aan de opstand te Heemskerk.

De Opstand van het Kaas-en-Broodvolk, ook de Kaas-en-Broodoorlog of het Kaas-en-Broodspel genoemd, was een opstand van de inwoners van Kennemerland en West-Friesland tegen de stadhouder Jan van Egmont, in 1491-1492. De naam Kaas-en-Broodvolk is afgeleid van de vaandels die de opstandelingen droegen, waarop een kaas en een brood waren geschilderd om daarmee duidelijk te maken waarvoor zij vochten.

## Oorzaak en verloop
De aanleiding van de opstand was in 1491 een belastingverhoging (het ruitergeld). Dieperliggende oorzaak was de steeds moeilijker positie waarin de boerenbevolking zich bevond: er was voedselschaarste en economisch ging het slecht.
In 1492 kregen de boeren steun van de bevolking van Hoorn, Alkmaar en Haarlem. De beweging trok Alkmaar en Haarlem in en in Haarlem werd de rentmeester Claes van Ruyven gedood. Ook werden documenten uit zijn archief vernietigd. Er werd een poging ondernomen om Leiden in te nemen, maar dit mislukte. Intussen was op verzoek van de stadhouder een groot keizerlijk leger gearriveerd onder de Hertog Albrecht van Saksen. Hij stuurde zijn ruiterij onder aanvoering van Witwolt von Schaumburg achter de boeren aan. De opstandelingen werden via slagen bij Noordwijk en Beverwijk teruggedrongen en uiteindelijk verslagen op het kerkhof van Heemskerk.
Albrecht van Saksen legde de steden zware boetes op; de stadspoorten en de wallen van Alkmaar werden ontmanteld en Haarlem en Hoorn kregen elk een garnizoen soldaten.

## Herdenking
In 1994 werd er een herdenkingsmonument onthuld in Heemskerk, een bronzen plakkaat met tekst over het voorval van de opstand naar een ontwerp van Piet Vos.